# 1+1=2
1+1=2(いちたすいちはに)はZweiの6枚目のシングル。

## 内容
ユニバーサルミュージック移籍第1弾シングルはTBS系「個人授業II（プライベートレッスンツー）」オープニング・テーマ。
2015年現在、両面ともアルバム未収録である。

## 収録曲
1. 1+1=2
作詞：前田たかひろ　作曲・編曲：大島こうすけ
2. がらくた
作詞：前田たかひろ　作曲・編曲：大島こうすけ
3. 1+1=2(inst.)
4. がらくた(inst.)

## 参加ミュージシャン
- 大島こうすけ - キーボード
- 後藤康二 - ギター